# Гарет Джон Еванс
Гарет Джон Еванс (5 вересня 1944, Мельбурн, штат Вікторія) — австралійський політик, був міністром закордонних справ Австралії (1988—1996).

## Життєпис
Еванс народився в Мельбурні, штат Вікторія, син водія трамвая. Він відвідував Мельбурнську середню школу та Мельбурнський університет, де здобув ступінь мистецтва та права. Оксфордський університет, де успішно здобув комбінований ступінь з філософії, політики та економіки. У 2004 році він став почесним членом коледжу Магдаліни в Оксфорді. Працював юристом у Мельбурні, спеціалізуючись на профспілках. З 1971 р. він був викладачем права в Мельбурнському університеті.
Еванс був активним у лейбористській партії Австралії ще зі студентських років, але не був обраний до Сенату 1975 року. Після невдачі уряду Вітлама Еванс підтримав Боба Хоука як члена правого крила партії лейбористів. Він також взяв участь як громадянський правозахисник і став віцепрезидентом Вікторіанської ради з питань громадянських свобод.
У 1977 році Еванс уперше обраний до Сенату, а з 1980 року — генеральним прокурором опозиції. Він допоміг замінити Білла Хейдена на посаду Гоука на посаді голови лабораторії. Наступні федеральні вибори 1983 року переміг Хоук. Врешті-решт Еванс став міністром юстиції і викликав суперечки, коли він змусив Королівські ВПС Австралії сфотографувати спостереження за будівництвом греблі в Тасманії. Уряд звинувачувався у зловживанні вітчизняними військовими частинами, що сприяло отриманню прізвиська Евансом «Біглз» за відомого мультиплікаційного персонажа, пілота.
У грудні 1984 року Еванса було призначено на посаду міністра ресурсів та енергетики. У 1987 році він став міністром транспорту та зв'язку — завданням, до якого він виявляв мало інтересу. Його амбіції полягали в успадкуванні Гайдена на посаді міністра закордонних справ, що сталося у вересні 1988 року, коли він став генерал-губернатором Австралії. Наступні 7 років Еванс обіймав посаду державного секретаря.
Як міністр закордонних справ, його метою було відійти у зовнішній політиці своєї країни від традиційних партнерів США та Великої Британії та більше спілкуватися з азійськими сусідами. Поки це вдалося, відносини з США та Великою Британією швидко охололи, оскільки Еванс не поділяв політичні погляди цих урядів.
Він допоміг, серед іншого, у звільненні Камбоджі від окупації В'єтнамом, що призвело до вільних виборів у 1993 році. В результаті покращених відносин з азійськими сусідами виникла торговельна співпраця АТЕС та АСЕАН. У 1995 році він отримав премію Grawemeyer за видатну зовнішню політику. За Кітінга Еванс у 1993 році став урядовим виконавцем в австралійському сенаті, допомагаючи покращити деякі важливі внутрішні справи.
Еванс давно висловив бажання перейти з Сенату до палати представників Австралії, де він сподівався краще себе реалізувати. Незважаючи на те, що він зазнав невдачі в 1984 році в лівій частині соціалістичної партії, він зміг перейти в 1996 році в Мельбурнерський виборчий округ Холт в Палату представників. Оскільки уряд Кітінга програв на виборах, він перемістився як депутат від опозиції в Сенаті і став заступником лідера Австралійської лейбористської партії.
Через поразку своєї партії на федеральних виборах 1998 р., у вересні 1999 року пішов у відставку від активної політики.
З 2008 року він був членом журі Міжнародної премії Нюрнберзьких прав людини і разом з колишнім міністром закордонних справ Японії Йоріко Кавагучі став головою Міжнародної комісії з питань нерозповсюдження ядерної зброї та роззброєння.